# Joaquim Namorado
Joaquim Vitorino Namorado OL (Alter do Chão, Alter do Chão, 30 de Junho de 1914 - Coimbra, 29 de Dezembro de 1986), foi um poeta português.

## Biografia
Frequenta de 1924 a 1929 o curso geral no Liceu Mousinho de Albuquerque em Portalegre, concluindo o curso complementar em Coimbra, no Liceu José Falcão, que frequenta de 1921 a 1931.
Matricula-se na Faculdade de Ciências da Universidade de Coimbra, para os preparatórios para a Escola Naval. Acabou por ingressar no curso de Ciências Matemáticas, que terminou em 1943.
Licenciado em Ciências Matemáticas pela Faculdade de Ciências da Universidade de Coimbra viria, após o 25 de Abril de 1974, a ingressar no quadro de professores da secção de Matemática da Faculdade de Ciências e Tecnologia daquela mesma universidade.
Foi um dos iniciadores e teóricos do movimento neo-realista em Portugal e colaborou nas revistas Seara Nova, Vértice, Sol Nascente, entre outras.
Foi militante do Partido Comunista Português desde os anos 30.
A 16 de Março de 1983 foi feito Oficial da Ordem da Liberdade. Igualmente a Assembleia Municipal e o Executivo da Câmara Municipal de Coimbra deliberam, por unanimidade, atribuir-lhe a Medalha de Ouro da Cidade, durante as comemorações do 5 de Outubro.

## Obras

### Poesia
- Aviso à Navegação (1941)[3]
- Incomodidade (1945)[3]
- A Poesia Necessária (1966)[3]
- Zoo (1984)

### Ensaio
- Uma Poética da Cultura (1994),[3] com organização, prefácio e notas de António Pedro Pita